# Charaxes gabonica
Charaxes gabonica är en fjärilsart som beskrevs av Crowl 1890. Charaxes gabonica ingår i släktet Charaxes och familjen praktfjärilar. Inga underarter finns listade i Catalogue of Life.